# Las Estrellas (telenovela)
Las Estrellas es una telenovela argentina, producida por Pol-ka Producciones para Canal 13, que se estrenó el 29 de mayo de 2017 y finalizó el 23 de enero de 2018. Es protagonizada por Celeste Cid, Marcela Kloosterboer, Violeta Urtizberea, Natalie Pérez y Justina Bustos. Coprotagonizada por Esteban Lamothe, Gonzalo Valenzuela, Nicolás Riera, Nicolás Francella y Julieta Nair Calvo, también contó con la participación antagónica de Rafael Ferro y la participación especial de Luciano Castro. 
También cuenta con la aparición especial de Sebastián Yatra, Tini Stoessel y Luciano Pereyra.
El rodaje de la telenovela se hizo en el Palacio Cabrera donde situaba el antiguo geriátrico Segundo Hogar José Devoto en el barrio de Palermo, ciudad de Buenos Aires.

## Sinopsis
Cinco hermanas de diferentes madres se reúnen con motivo de la muerte de su padre, Mario Estrella. En la lectura del testamento, descubren que su progenitor les impone una condición ineludible para cobrar la herencia: deberán regentear con éxito un "hotel boutique", por el término de un año. Así, Virginia (Celeste Cid), Lucía (Marcela Kloosterboer), Carla (Natalie Pérez), Florencia (Violeta Urtizberea) y Miranda (Justina Bustos) no tendrán más opción que aprender a lidiar con sus grandes diferencias. Unirlas era el deseo de su padre.

## Temporada
| Temporada | Temporada | Episodios | Episodios | Lanzamiento original | Lanzamiento original |
| Temporada | Temporada | Episodios | Episodios | Primera emisión      | Última emisión       |
| --------- | --------- | --------- | --------- | -------------------- | -------------------- |
|           | 1         | 171       | 171       | 29 de mayo de 2017   | 23 de enero de 2018  |

## Elenco

### Protagonistas
- Celeste Cid como Virginia Estrella.
- Marcela Kloosterboer como Lucía Estrella.
- Natalie Pérez como Carla Estrella.
- Violeta Urtizberea como Florencia Estrella.
- Justina Bustos como Miranda Estrella.

### Principales
- Esteban Lamothe como Javier "Javo" Valdés.
- Gonzalo Valenzuela como Manuel Eizaguirre.
- Rafael Ferro como Ignacio Basile Córdoba.
- Luciano Castro como Mariano Montenegro.
- Nicolás Francella como Federico Alcántara.
- Julieta Nair Calvo como Jazmín del Río.
- Nazareno Casero como Daniel "Dani" Caccavella.
- Nicolás Riera como Leonardo "Leo" Loma.
- Ezequiel Rodríguez como Sebastián Le Brun.

### Secundarios
- Vanesa González como Milagros "Lolita" Guzmán.
- Pedro Alfonso como Luis Ángel "Lucho" Solar.

### Participaciones especiales
- Patricia Etchegoyen como María Elisa Casal.
- Patricia Viggiano como Constanza "Coky" Calmet.
- Silvia Kutika como Teresa de Estrella.
- Ines Palombo como Nadia Gutiérrez.
- Maia Francia como Amanda.
- Macarena Paz como Trinidad "Trini".
- Miriam Odorico como Monica "Muñeca Ramírez
- Florencia Otero como Elena.
- Martín Seefeld como Fernán Kowacksinsky.
- El Polaco como Mohamed Alí "El Toro" Rodríguez.
- Silvina Luna como Julia Ríos.
- Alejandro Botto como Fabián Méndez.
- Tomás Blanco como Pedro
- Gabriel Gallicchio como Luca Murray.
- Liliana Cuomo como María de Cacavella.
- Jazmín Falak como Delfina López Mayo.
- Rodrigo Raffetto como Alejo.
- Juan Ignacio Di Marco como Fausto.
- Agustín Pardella como Ciro.
- Jerónimo Bosia como Agustín Paquete.
- Deborah de Corral como Camila.
- Gabriela Zavaglia como La Francesa.
- Mirta Wons como Norma.
- Andrés Gil como Damián.
- Valentín Villafañe como Franco.
- Benjamín Alfonso como Juan Segundo Faulkner.
- Osvaldo Laport como Mario Estrella.
- Benjamín Otero como Santino Valdés.
- Esteban Lisazo como Tomás Carpanetto.
- Ian Ginzburg

### Cameos
- Sebastián Yatra
- Martina Stoessel
- Luciano Pereyra

## Recepción

### Audiencia
Las Estrellas salió al aire por primera vez tras la emisión de Telenoche, antecediendo la premiere de la vigésimo octava temporada de Showmatch. Durante su primer capítulo, promedió 20.0 puntos de índice de audiencia —con un pico de 24.4—, según la medidora Kantar Ibope Media, siendo el segundo programa más visto del día, duplicando a su competencia directa. Para la medidora SMAD, por otro lado, tuvo una media de 25.9 puntos, siendo el tercer programa más visto.

### Crítica
Martín Fernández Cruz, del periódico La Nación, comentó: «El disparador de la novela es sencillo, pero cumple. Construir una saga familiar que esconde oxidados secretos y viejos rencores que aún amenazan con explotar es un recurso que permite trabajar todo tipo de conflictos que involucran a personajes muy distintos con los que cualquier espectador puede empatizar. Y ahí se encuentra el primer gran atractivo de la serie: su inmenso abanico de personajes. Cada una de las cinco tiene su propio mundo, sus historias de amor y sus propias metas. Esa amplitud facilita que la ficción tenga un registro actoral de lo más variado, que abarca desde personajes que callan dramas (Lucía), hasta otros que tienen sus inseguridades a flor de piel (Virginia) pasando por algunos cuyos conflictos son disparadores de comedia (Florencia). Con un tono que no busca el costumbrismo, sino reflejar los problemas de un quinteto protagónico enormemente versátil, el primer acierto de la ficción supone el justamente presentar heroínas tan distintas. Apresuradamente algunos podrán encontrar en esta premisa una suerte de clon de Guapas, pero nada más alejado de la verdad, porque a diferencia de esas amigas, aquí los problemas son de otro tenor y las hermanas, lejos de elegirse como confidentes, deberán acompañarse a la fuerza y sin pretender disimular un cariño que no existe». 
Por otro lado, destacó la actuación de Violeta Urtizberea, expresando que «hay un elemento que la caracteriza de inmediato, y es que ella sufre Tourette, un síndrome que la lleva a insultar compulsivamente en los momentos más inesperados. Ese rasgo, Violeta lo exprime y sabe utilizarlo sin caer necesariamente en un paso de comedia burdo, sugiriendo que Florencia también lucha contra sus propios conflictos y que en la novela su función será mucho más valiosa que la de simplemente hacer reír. El drama de Florencia y el momento en el que sus miedos afloren, probablemente conduzcan a Urtizberea a uno de los picos más altos de su carrera».
Eduardo Guerreiro, para Televisión.com.ar, escribió: «Con una estética más que aceptable y muy buenas actuaciones, Las Estrellas tuvo un auspicioso debut que deja con ganas de seguir adentrándose en la historia. Así, el prime time le da la bienvenida».

### Censura
En la emisión del 25 de septiembre del 2017, Canal 7 de Mendoza censuró la parte del beso entre Florencia Estrella y Jazmín Del Río, eso causó polémica en los medios.

## Premios y nominaciones
| Lista de premios y nominaciones | Lista de premios y nominaciones | Lista de premios y nominaciones            | Lista de premios y nominaciones                 | Lista de premios y nominaciones | Lista de premios y nominaciones | Lista de premios y nominaciones |
| Año                             | Organización                    | Categoría                                  | Nominado/a (s)                                  | Resultado                       | Ref(s)                          |                                 |
| ------------------------------- | ------------------------------- | ------------------------------------------ | ----------------------------------------------- | ------------------------------- | ------------------------------- | ------------------------------- |
| 2017                            | Premios Tato                    | Mejor Ficción Diaria — Comedia             | Las Estrellas                                   | Ganadora                        | [ 7 ]                           |                                 |
| 2017                            | Premios Tato                    | Mejor Actriz Protagónica de Ficción Diaria | Violeta Urtizberea                              | Nominada                        | [ 7 ]                           |                                 |
| 2017                            | Premios Tato                    | Mejor Actriz Protagónica de Ficción Diaria | Natalie Pérez                                   | Nominada                        | [ 7 ]                           |                                 |
| 2017                            | Premios Tato                    | Mejor Actriz Protagónica de Ficción Diaria | Celeste Cid                                     | Nominada                        | [ 7 ]                           |                                 |
| 2017                            | Premios Tato                    | Mejor Actor Protagónico de Ficción Diaria  | Luciano Castro                                  | Nominado                        | [ 7 ]                           |                                 |
| 2017                            | Premios Tato                    | Mejor Actor Protagónico de Ficción Diaria  | Esteban Lamothe                                 | Nominado                        | [ 7 ]                           |                                 |
| 2017                            | Premios Tato                    | Mejor Dirección de Ficción                 | Sebastián Pivotto, Lucas Gil & Alejandro Ibáñez | Nominados                       | [ 7 ]                           |                                 |
| 2017                            | Premios Tato                    | Mejor Guion Original de Ficción            | Marta Betoldi & Santiago Guerty                 | Nominados                       | [ 7 ]                           |                                 |
| 2017                            | Premios Tato                    | Mejor Dirección de Arte en Ficción         | Mariela Pita                                    | Nominada                        | [ 7 ]                           |                                 |
| 2017                            | Premios Tato                    | Mejor Vestuario en Ficción                 | Lorena Díaz                                     | Nominada                        | [ 7 ]                           |                                 |
| 2017                            | Premios Tato                    | Mejor Dirección de Fotografía en Ficción   | Pablo Rocco, Sergio Dotta & Martín Sapia        | Nominados                       | [ 7 ]                           |                                 |
| 2017                            | Premios Tato                    | Mejor Edición en Ficción                   | Alejandro Alem & Santiago González              | Nominados                       | [ 7 ]                           |                                 |

| 2017 | Premios Notirey | Mejor Ficción Diaria                     | Las Estrellas        | Ganadora |
| 2017 | Premios Notirey | Protagonista Femenina de Ficción Diaria  | Marcela Kloosterboer | Nominada |
| 2017 | Premios Notirey | Protagonista Femenina de Ficción Diaria  | Violeta Urtizberea   | Ganadora |
| 2017 | Premios Notirey | Protagonista Femenina de Ficción Diaria  | Natalie Pérez        | Nominada |
| 2017 | Premios Notirey | Protagonista Femenina de Ficción Diaria  | Celeste Cid          | Nominada |
| 2017 | Premios Notirey | Protagonista Masculino de Ficción Diaria | Esteban Lamothe      | Ganador  |
| 2017 | Premios Notirey | Protagonista Masculino de Ficción Diaria | Luciano Castro       | Nominado |
| 2017 | Premios Notirey | Protagonista Masculino de Ficción Diaria | Rafael Ferro         | Nominado |
| 2017 | Premios Notirey | Revelación Femenina                      | Julieta Nair Calvo   | Ganadora |
| 2017 | Premios Notirey | Revelación Femenina                      | Justina Bustos       | Nominada |
| 2017 | Premios Notirey | Actriz de Reparto                        | Patricia Echegoyen   | Ganadora |
| 2017 | Premios Notirey | Actor de Reparto                         | Nicolás Francella    | Ganador  |
| 2017 | Premios Notirey | Actor de Reparto                         | Nicolás Riera        | Nominado |

| 2018 | Premios Martín Fierro | Mejor Ficción Diaria                        | Las Estrellas      | Ganadora |
| 2018 | Premios Martín Fierro | Mejor Actriz Protagonista de Ficción Diaria | Natalie Pérez      | Nominada |
| 2018 | Premios Martín Fierro | Mejor Actriz Protagonista de Ficción Diaria | Violeta Urtizberea | Ganadora |
| 2018 | Premios Martín Fierro | Mejor Actor Protagonista de Ficción Diaria  | Esteban Lamothe    | Ganador  |
| 2018 | Premios Martín Fierro | Mejor Actriz de Reparto                     | Julieta Nair Calvo | Nominada |
| 2018 | Premios Martín Fierro | Mejor Actor de Reparto                      | Nicolás Francella  | Nominado |
| 2018 | Premios Martín Fierro | Mejor Cortina Musical                       | Daniela Herrero    | Nominada |
| 2019 | Premios Martín Fierro | Mejor Actriz de Reparto                     | Julieta Nair Calvo | Nominada |

| 2019 | Premios Fund TV | Mejor Ficción Diaria | Las Estrellas | Nominada |